# Абдуллаєв Наджмидін Пашайович
Наджмидін Пашайович Абдуллаєв (17 листопада 1917, місто Канібадам, тепер Согдійської області, Таджикистан — 24 квітня 1982, місто Душанбе, тепер Таджикистан) — радянський таджицький діяч, 1-й секретар Гармського, Горно-Бадахшанського, Ленінабадського обласних комітетів КП Таджикистану, голова Таджицької республіканської ради профспілок. Депутат Верховної ради Таджицької РСР 2—3-го скликань. Депутат Верховної Ради СРСР 5—6-го скликань.

## Біографія
Народився в селянській родині в 1918 році (за паспортними даними 17 листопада 1917 року).
У 1933 році закінчив середню школу в місті Канібадамі. З 1933 по 1936 рік навчався у Сталінабадському педагогічному технікумі, не закінчивши його в 1936 році був переведений до Таджицького учительського інституту в Ташкенті.
У 1937 році закінчив Таджицьке педагогічне училище (Таджицький учительський інститут) у місті Ташкенті.
З 1937 року — викладач хімії та природознавства сільськогосподарського технікуму Орджонікідзеабадського району Таджицької РСР, викладач Сталінабадського комунально-будівельного технікуму.
У 1941 році закінчив хіміко-біологічний факультет Сталінабадського державного педагогічного інституту імені Шевченка.
З 1941 по 1944 рік служив у Червоній армії, учасник німецько-радянської війни. З 1941 року був курсантом Курсів політруків РСЧА в Ташкенті. Після закінчення курсів — військовий комісар батальйону, заступник командира батальйону 178-го стрілецького полку із політичної частини. Був важко поранений у Сталінградській битві. Після одужання — командир кулеметної роти 9-го гвардійського стрілецького полку 3-ї гвардійської стрілецької дивізії 4-го Українського фронтуж У 1943 році знову був важко поранений і в березні 1944 року демобілізований з армії.
Член ВКП(б) з 1942 року.
У 1944—1946 роках — завідувач сектору радянських органів відділу кадрів ЦК КП(б) Таджикистану, відповідальний організатор ЦК КП(б) Таджикистану.
У 1946—1947 роках — 1-й секретар Обі-Гармського районного комітету КП(б) Таджикистану Гармської області.
У 1947—1948 роках — 1-й секретар Октябрського районного комітету КП(б) Таджикистану Курган-Тюбинської області.
У 1948—1951 роках — 1-й секретар Гармського обласного комітету КП(б) Таджикистану.
У 1951—1952 роках — слухач Курсів перепідготовки перших секретарів обкомів партії при ЦК ВКП(б) у Москві.
У 1952—1953 роках — заступник завідувача відділу пропаганди та агітації ЦК КП Таджикистану.
У 1953—1956 роках — 1-й заступник міністра культури Таджицької РСР
У серпні 1956 — квітні 1961 року — 1-й секретар Горно-Бадахшанського обласного комітету КП Таджикистану.
У квітні 1961 — березні 1962 року — 1-й секретар Ленінабадського обласного комітету КП Таджикистану.
У березні 1962 — 1963 року — голова Таджицької республіканської ради професійних спілок.
У 1963—1964 роках — заступник голови Державного комітету з кінематографії при Раді міністрів Таджицької РСР.
У 1964—1975 роках — заступник начальника нафтогазовидобувного управління «Таджикнафта». У 1975—1978 роках — заступник генерального директора виробничого управління «Таджикнафта».
З 1978 року — персональний пенсіонер. У 1978—1982 роках — відповідальний секретар Таджицького театрального товариства.
Помер 24 квітня 1982 року в місті Душанбе.

## Звання
- капітан

## Нагороди
- орден Леніна
- орден Вітчизняної війни ІІ ст.
- орден Трудового Червоного Прапора
- орден «Знак Пошани»
- медалі